# 早川瀬里奈
早川 瀬里奈（はやかわ せりな、1986年2月4日 - ）は、日本のAV女優。アリュール（現・ハーベスターズ）所属。
六本木で現役ナンバーワンのキャバクラ嬢からAVデビューした。細身ながら中出し、露出、飲尿、アナルファックなどハードなプレイを得意とする。2010年に一度引退するが2015年に突然復帰し、再び出演作を増やしている。

## 人物
- 趣味・特技：旅行・料理、琴[1]

## 略歴
- 2005年12月に『お願いされるとムラムラしちゃう』でh.m.p専属女優としてAVデビュー。
- 2006年5月に『初セル 早川瀬里奈』でMOODYZよりセルデビュー。
- 2008年10月に『妹は潮吹きシーメール女子高生』でMOODYZを卒業。
- 2010年4月1日発売の『完全燃焼激ハードAV引退4時間スペシャル』でAVを引退。
- 2015年3月13日発売の『復活4本番 早川瀬里奈』で復帰。

## 作品

### アダルトビデオ（撮りおろし作品）
2005年
- お願いされるとムラムラしちゃう（12月21日、h.m.p）

2006年
- 特命No.１キャバ嬢バコバコ大作戦（1月21日、h.m.p）
- イキまくり腰くだけ50連発!!!!（2月21日、h.m.p）
- 私のどスケベ妄想レイプ（3月21日、h.m.p）
- ザ 立ちバックBomb 4時間（4月10日、ビデオバンク）
- 痴女網タイツ露出撮り（4月21日、h.m.p）
- h.m.p くびれNOW4時間（4月10日、ビデオバンク）
- 初セル（5月13日、MOODYZ）
- 痴女キャバクラ（6月13日、MOODYZ）
- Candy早川瀬里奈 [strawberry]（6月21日、ビデオバンク）
- 6本番（7月13日、MOODYZ）
- Pussy Queen（8月13日、MOODYZ）
- 使い捨てM奴隷36（9月13日、MOODYZ）
- 強精中出しエロ玩具6（11月1日、MOODYZ）
- 露出 調教 輪姦（12月13日、MOODYZ）

2007年
- ハイパーデジタルモザイク パイパン真性中出し（2月1日、MOODYZ）
- 純白の美少女レイプ 汚された令嬢（3月7日、ATTACKERS）
- 足コキマニア（3月25日、ビデオバンク）※レンタル
- ヴァンパイアハンター 被虐拷問の刻（5月7日、ATTACKERS）
- 鬼イカセ電流吊るしFUCK（6月13日、MOODYZ）
- W真性中出し（7月13日、MOODYZ）
- 黒人に犯されて（9月1日、MOODYZ）
- POLE DANCE FUCK（10月1日、MOODYZ）
- Elegant Queen（11月13日、MOODYZ）
- ぶっかけ中出し飲尿FUCK!（12月1日、MOODYZ）

2008年
- 真性浣腸FUCK（3月13日、MOODYZ）
- 聖水くらぶ（3月13日、MOODYZ）
- ドリーム学園12 6時間完全版（6月1日、MOODYZ）
- W痴女中出し飲尿ドラッグ（8月13日、MOODYZ）
- ゴックンドリーム（9月13日、MOODYZ）
- 妹は潮吹きシーメール女子校生（10月13日、MOODYZ）
- 美脚×ローライズ短パン×露出デート（11月13日、マルクス兄弟）
- kira☆kiraSPECIAL 極上BODY☆巨乳乱交LIVE（11月19日、kira☆kira）
- きもち良すぎて死んじゃいそう。（11月19日、乱丸）
- ベロベロ接吻と見られながらの自慰（12月13日、マルクス兄弟）オムニバス作品
- アメスク 16（12月19日、PRESTIGE）

2009年
- 変態OLごっくんスペルマ30発1（1月1日、WANZ）
- 手コキ＆口淫で連続強制2回出し（3月13日、マルクス兄弟）
- 鬼イカセ×口淫イラマチオ（4月1日、WANZ）
- スレンダー美脚のギリギリ露出12人（4月13日、マルクス兄弟）
- 東京美人（4月17日、おかず。）
- 揉み責め×乳イキ×敏感乳房（5月13日、マルクス兄弟）
- —極上BODY— 淫らなGAL達に犯されたい☆（5月19日、kira☆kira）
- 指入れ本気汁オナニー（6月1日、WANZ FACTORY）
- 足ふぇちが妄想する最高の美痴女脚コキ（6月13日、マルクス兄弟）
- 絶対中出し出来る痴女クリニック（7月13日、マルクス兄弟）
- エロいい女 2（7月24日、おかず。）
- 羞恥!肉便器公衆トイレット ご自由に中出しどうぞ（8月6日、サディスティックヴィレッジ）
- 私は痴女 第58報告書 淫水警報（8月7日、クリスタル映像）
- 高飛車女教師 陵辱ブッカケ授業（8月20日、HUBINO）
- 憧れの先生は絶品ボディ!! 4（8月21日、クリスタル映像）
- 極マシンバイブ拷問! 贄四（9月5日、SADISTIC VILLAGE）
- ぬるぬるヌレヌレ競泳水着（9月13日、マルクス兄弟）
- 美脚ミニスカ 07（9月25日、おかず。）
- お姉さんの耳舐め淫語手コキ（10月1日、WANZ FACTORY）
- キモ男に犯されるセールスレディ（10月13日、マルクス兄弟）
- 痴漢して欲しい女達（11月1日、V）
- バズーカ舌上発射!（12月1日、WANZ FACTORY）
- ザーメン搾り 強制2回出し（12月13日、マルクス兄弟）
- Honey Pot 12（12月15日、ReVIVAL）「SERINA」名義
- パンスト妄想脚（12月19日、ミル）

2010年
- 世界で一番大きなチンポを持つ男のSEX（1月19日、Rookie）
- きもち良すぎて二人で白目。（1月19日、乱丸）
- 奴隷色のステージ 8（2月7日、龍縛）
- 連続2回発射するまで許しません!（3月1日、WANZ FACTORY）
- 奴隷街 第二章（3月7日、龍縛）
- 連続逝き地獄 鬼畜イラマ痴オ!（3月13日、マルクス兄弟）
- 完全燃焼激ハードAV引退4時間スペシャル（4月1日、MOODYZ Gati）

2011年
- 究極エロカラダ〜美脚とクビレ〜（3月1日、WANZ FACTORY）

2012年
- 激烈生中出し3P 瀬里奈マジ昇天（4月19日、Cream Pie）

2015年
- 復活4本番 早川瀬里奈（3月13日、MOODYZ）
- プレミアム スタイリッシュソープ ゴールド 早川瀬里奈（4月7日、PREMIUM）
- 夫の友人 早川瀬里奈（4月25日、Madonna）
- 10発中出しするまで勃起させちゃうお姉様SEXテクニック 早川瀬里奈（5月1日、WANZ）
- 今日、兄貴の嫁を犯します。（5月25日、Madonna）
- 早川瀬里奈の凄テクを我慢できれば生★中出しSEX!（6月1日、WANZ）
- ガクガク白目絶頂中出しトランス 早川瀬里奈（7月19日、乱丸）
- 触手堕ち 早川瀬里奈（7月19日、M’s）
- 淫語で誘う寸止め焦らし痴女〜僕を生殺しにして愉しむスケベな元カノ〜（8月1日、Fitch）
- 誘惑女教師〜官能タイトスカート編〜（8月7日、PREMIUM）
- プレミアム スタイリッシュソープ ゴールド ハーレム三輪車＆Wチェアスペシャル（9月1日、PREMIUM）
- MOODYZファン感謝祭バコバコバスツアー 2015 -1泊2日でイクッ!夢の大乱交AVオールスターズ!-（9月1日、MOODYZ）
- PREMIUM 生姦中出し 193min 早川瀬里奈【激安アウトレット】（9月24日、PREMIUM）
- コスメアドバイザー 美肉狩り（11月7日、ATTACKERS）
- 1日10回射精しても止まらないオーガズムSEX 真性中出しVer. 早川瀬里奈（11月13日、MOODYZ）
- 本中5周年記念作品!! 美少女中出し島 2015（12月25日、本中）

2016年
- 女弁護士牧村麗子 濡れた法廷（RBD-743 / 2月4日）
- 精力改善 男潮吹きエステサロン（PGD-859 / 4月2日）
- ぶっかけ中出しアナルFUCK！（MIGD-743 / 8月11日）

2017年
- 女教師in…(脅迫スイートルーム)（VDD-122 / 1月6日）
- 淫語痴女vol.44（DDB-314 / 1月16日）
- 恥ずかしいカラダ ドキュメント（HMGL-153 / 2月25日）
- 極フェラごっくん天国 早川瀬里奈
- 【VR】唾液ダラダラ いやらしすぎる腰つきでディルドーオナニー 早川瀬里奈
- 世界弾丸ハメドラー ラスト 早川瀬里奈
- おしゃぶり予備校60 早川瀬里奈（9月22日、ナイツビジュアル）
- あっ!ナマで入っちゃった!凄テクオイル素股でチ○ポをマ○コに擦りつけてたら思わずフル勃起からの生挿入!本番禁止のはずなのに生中出しSEXまでしちゃった5人の超敏感美巨乳デリヘル嬢（12月21日、グローリークエスト）

## 出演

### Vシネマ・成人映画
- ふたりの妹 むしゃぶり発情白書（2008年）
- 桃尻パラダイス いんらん夢昇天（2008年）
- 痴漢電車 しのび指は夢気分（2009年、小夏）
- おっぱい家政婦 ボクだけに抱かれて・・・（2009年、主演）
- 雌猫フェロモン 淫猥な唇（2010年）
- 恋い慕う 彼に抱かれたい（2012年）
- 愛憎の嵐 引き裂かれた白下着（2017年、如月沙也）

### 海外映画
- 金瓶梅（2008年 - 2009年、潘金蓮）- 2作品

### テレビドラマ
- おとり捜査官・北見志穂 第13作「バスローブ連続殺人 ナゾの香りに包まれた全裸美女の秘密…犯人までもが殺された !」（2008年12月13日、テレビ朝日 ）- 鈴木直哉（顔田顔彦）の婚約者 OL 上尾千恵美 役

### テレビ番組
- 桃のふくらみ（MONDO TV）
- 美女と湯けむり #5、#6（旅チャンネル）
- おとなのびっくりクリニック（2008年9月ゲスト、日本海テレビ）
- おとなのびっくりクリニック（2009年8月3日・12月29日、日本海テレビ）※スペシャル編ゲスト出演。最終回さよならびんびんスペシャル編ゲスト出演。

### Web番組
- デラ☆エロパラ（GyaOジョッキー、2009年5月26日、ゲスト出演）
- 織田と早川と佐倉の本気も本気（エフジョッキー）